# Шкант

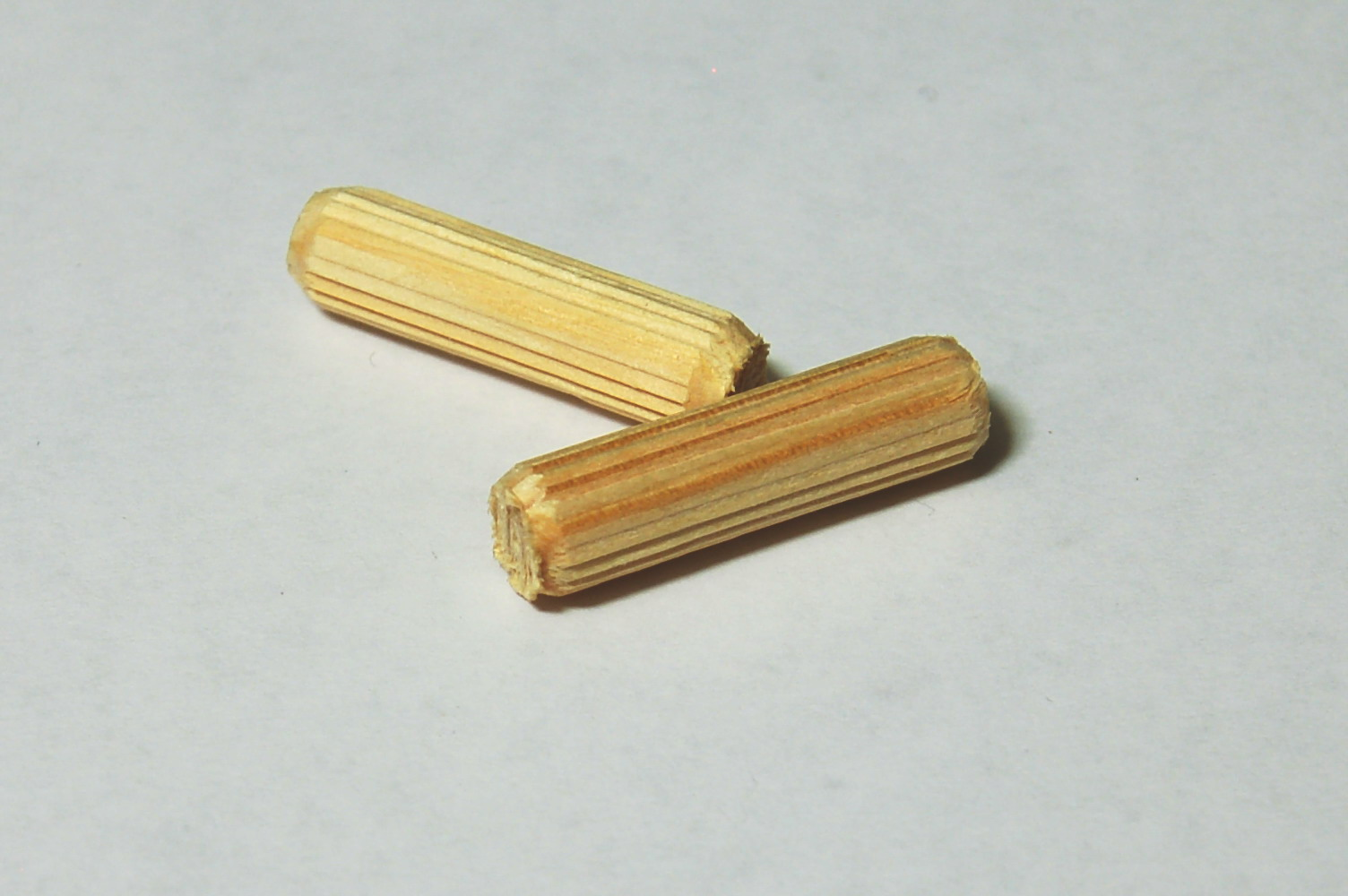
Шкант деревянный

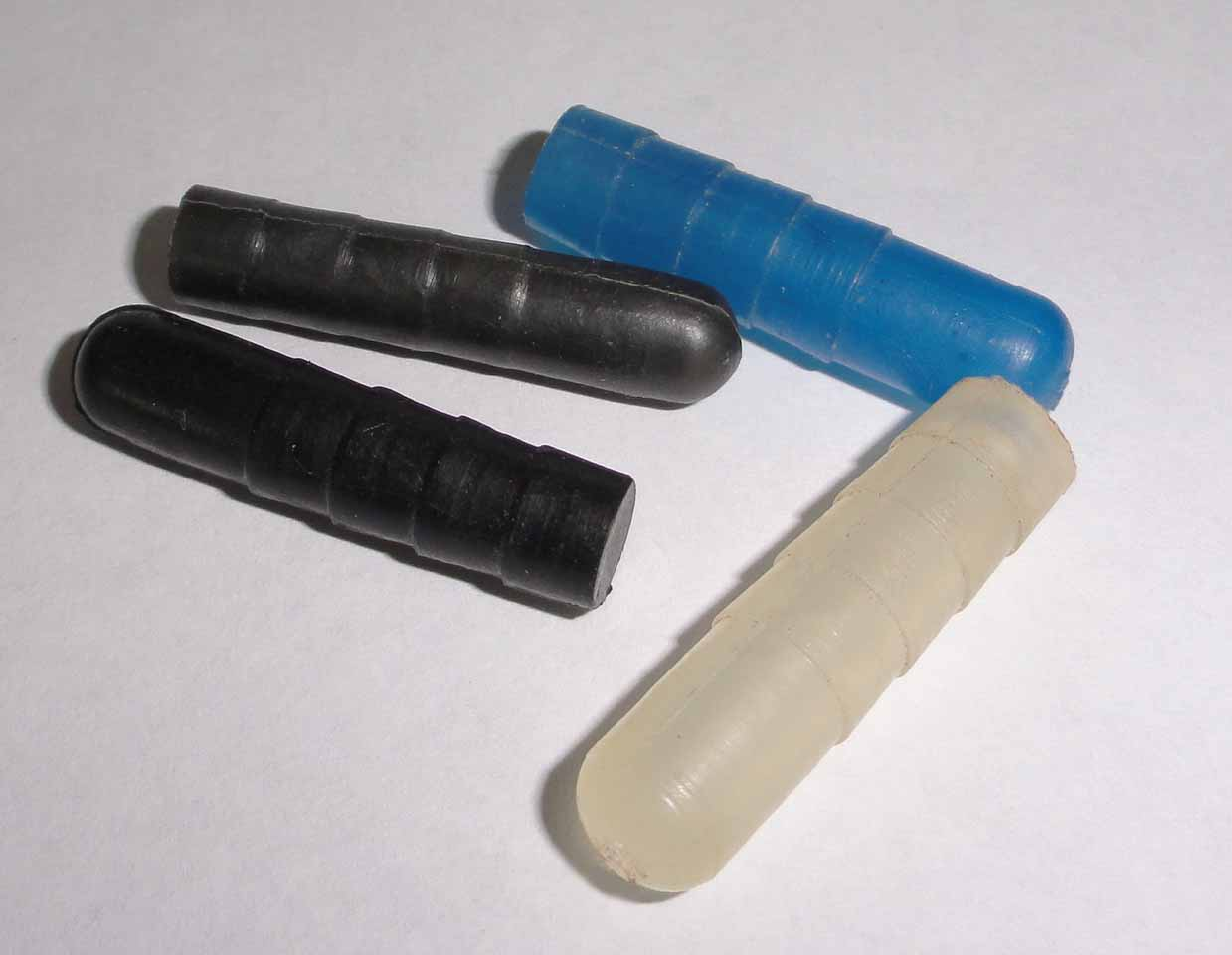
Шкант пластмассовый

Шкант — крепёжное изделие чаще в виде цилиндрического стержня с фасками или закругленными концами; вставной шип круглого сечения. В мебели шканты́ выполняют функцию штифтов для соединяемых деталей.
В зависимости от материала изготовления шканты бывают деревянными, металлическими, пластмассовыми.
Деревянные шканты используются в производстве мебели для позиционирования и соединения друг с другом деталей из ДСП, МДФ, фанеры, массивной древесины и других материалов. Основная область применения пластмассовых шкантов — соединения деталей сборно-разборной корпусной щитовой мебели.
Код по классификатору ЕСКД — 325826 (класс 32: «Тара. Мебель», подкласс 5: «Составные части мебели», группа 8: «Фурнитура мебельная», подгруппа 2: «Стяжки, соединительные изделия»).

## Изготовление

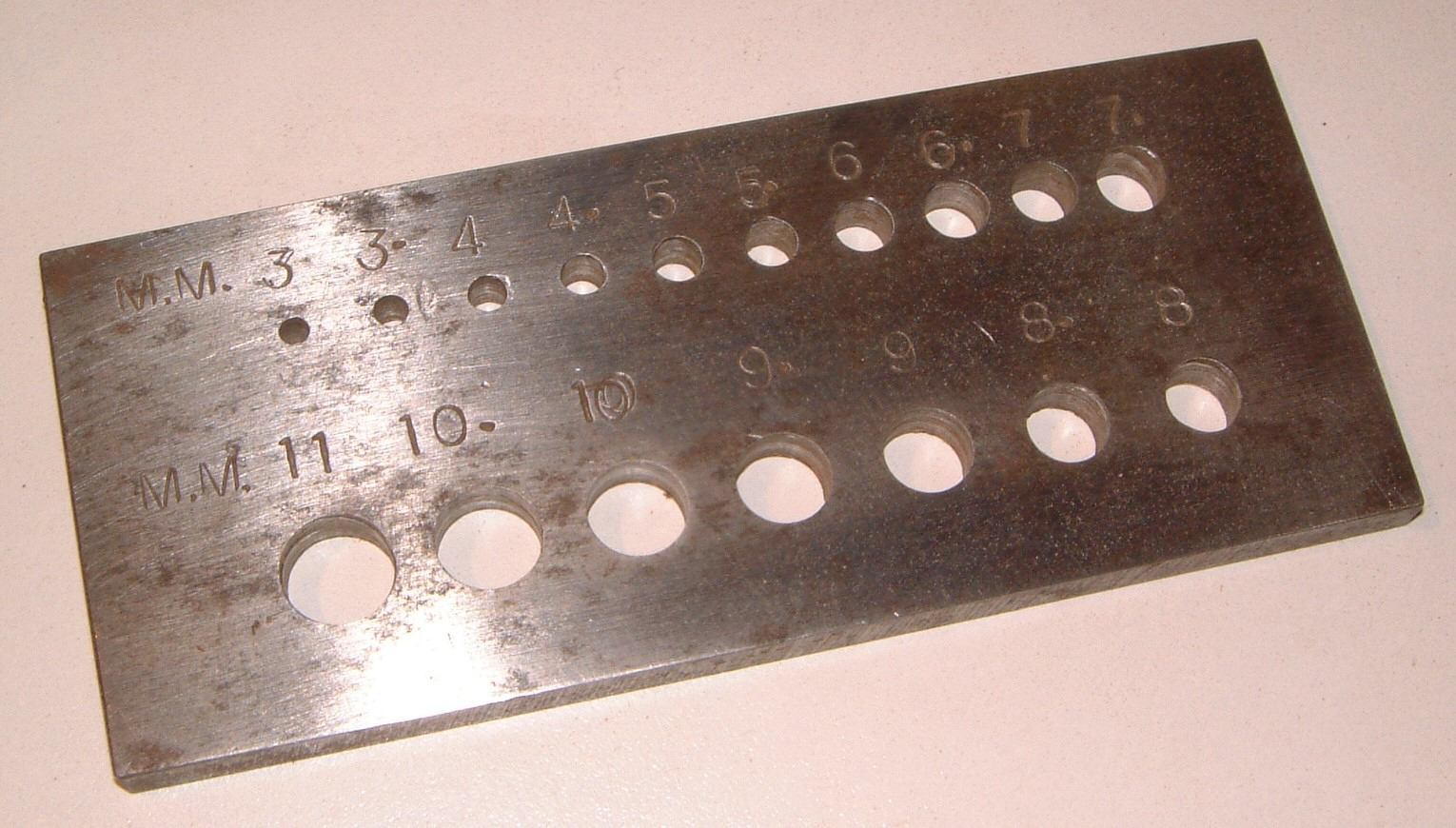
Металлический шаблон для калибрования деревянных шкантов

При массовом производстве деревянные шканты изготавливаются из твёрдолиственных пород древесины на универсальных деревообрабатывающих или на специализированных шкантонарезных станках.
В небольших количествах (например, при реставрации мебели, где требуется небольшое количество, но различных параметров) деревянные шканты могут изготавливаться пробиванием колотых заготовок сквозь металлический шаблон (калиброванием).
Пластмассовые шканты изготавливаются литьём из ударопрочной пластмассы.

## Рифление боковых поверхностей

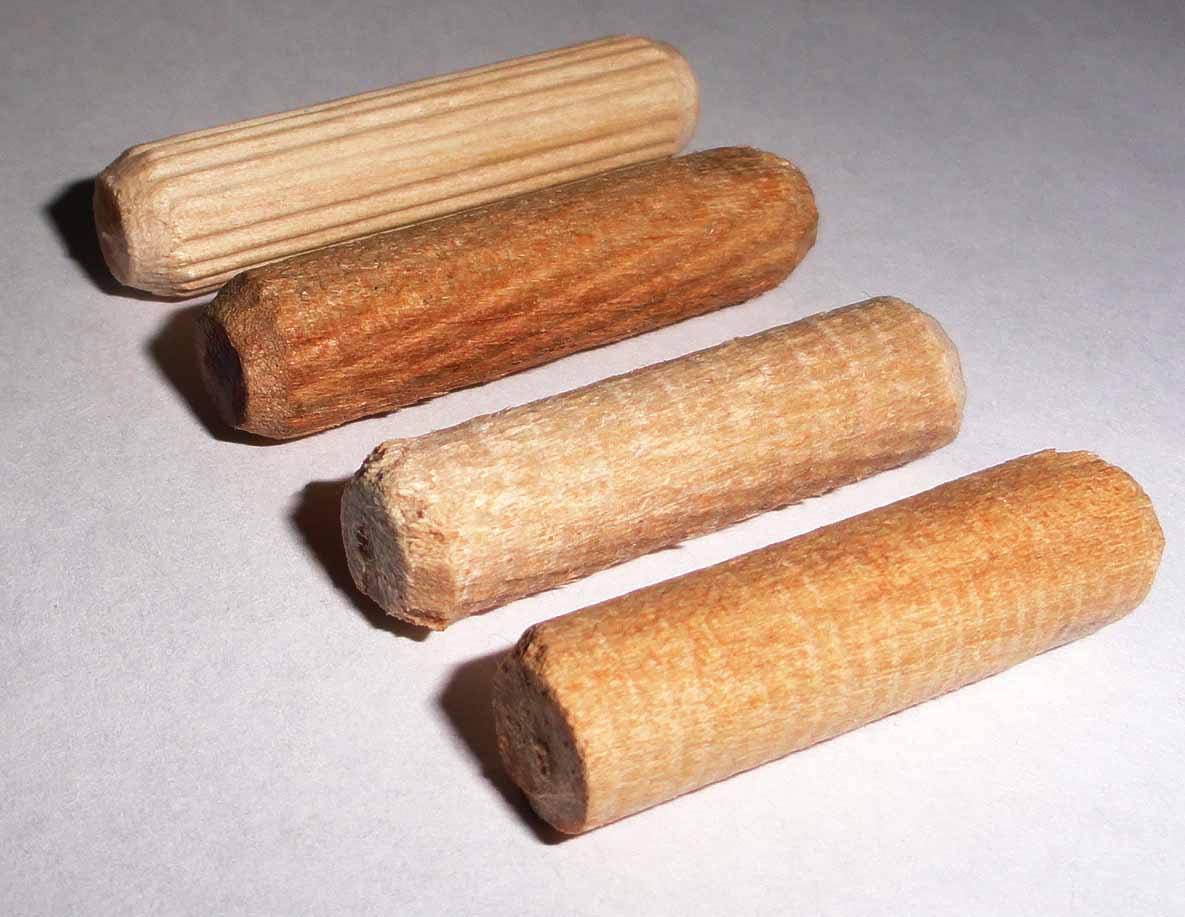
Рифление боковых поверхностей шканто́в

Деревянные шканты могут иметь на боковой поверхности продольные пазы — рифли, как прямые, расположенные вдоль (параллельно) оси цилиндра, так и винтообразные. Некоторые виды пластмассовых шкантов имеют на боковых поверхностях «заершённость». Рифли служат для выхода воздуха при установке шкантов в деталь, а также для прохода и лучшего сцепления клея при соединении «на шкант». «Заершённость» шканта предотвращает выпадание из удерживающей его детали при необходимости обеспечения разборности соединения.
Виды рифления боковых поверхностей шкантов (на фотографии сверху вниз):
- Продольные рифли — рифление для шкантов универсального назначения;
- Косые рифли — рифление для шкантов, предназначенных для клеевого соединения;
- Сложные рифли — (в данном случае косые и поперечные рифли) рифление для шкантов, предназначенных для усиленного клеевого соединения;
- Поперечные рифли — дополнительное рифление для шкантов, предназначенных для усиленного клеевого соединения.

Также возможно изготовление шкантов без рифлей, то есть с гладкой боковой поверхностью.

## Размеры

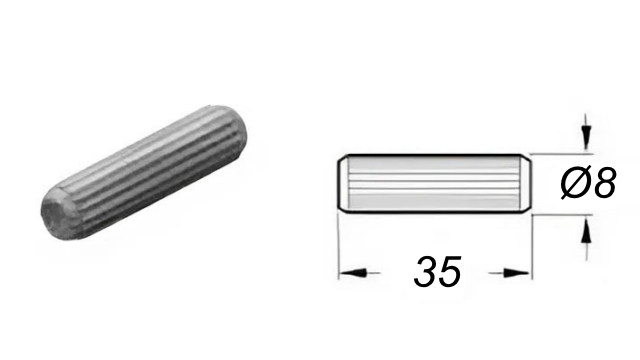
Шкант D8 L35 (или Шкант 8х35)

Шканты бывают различных длин и диаметров (в основном применяются диаметром от 4 до 30 мм и длиной от 15 до 200 мм, но по требованию заказчика возможно изготовление и других размеров, где основными параметрами шканта являются D — диаметр, L — длина).
Основные (рекомендуемые) длины шкантов, в зависимости от диаметра (D).
| D, мм | L, мм | L, мм | L, мм | L, мм | L, мм | L, мм | L, мм | L, мм | L, мм | L, мм |
| ----- | ----- | ----- | ----- | ----- | ----- | ----- | ----- | ----- | ----- | ----- |
| 6     | 20    | 25    | 30    | 35    | —     | —     | —     | —     | —     | —     |
| 8     | 20    | 25    | 30    | 35    | 40    | 45    | 50    | —     | —     | —     |
| 10    | —     | —     | 30    | 35    | 40    | 45    | 50    | 60    | —     | —     |
| 12    | —     | —     | 30    | 35    | 40    | 45    | 50    | 60    | 70    | —     |
| 14    | —     | —     | —     | —     | —     | —     | —     | 60    | 70    | 80    |

## Сборка на шканты

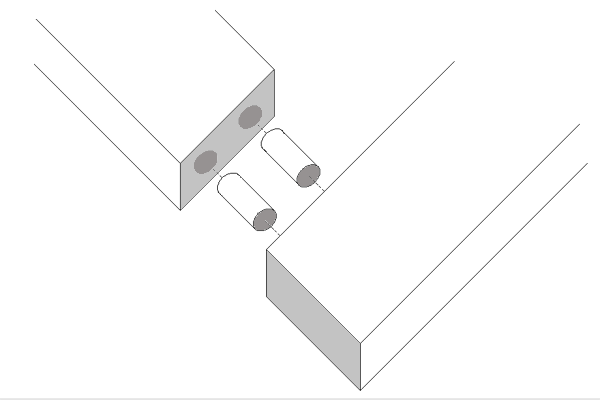
Сборка деталей на шканты

Чертёж шкантово́го соединение (или соединения «на шкант»)

При разборном соединении деталей «на шкант» — шканты используют как позиционирующую (направляющую) и усиливающую деталь, а роль удержания в таком соединении играет специальная стяжка (например: конфирмат или эксцентриковая стяжка).
Для неразборного соединения деталей из древесных материалов «на шкант» используют деревянные шканты и клей. В таком соединении клей перед сборкой наносят на шканты и в отверстия для них.

## Другие названия
Шкант на профессиональном сленге имеет также следующие неточные названия (являются недопустимыми для употребления в технической документации):
- Чо́пик — для обозначения шканта, изготовленного кустарным способом
- На́гель (нем. Nagel «гвоздь») — для обозначения шканта[4] в некоторых постсоветских ГОСТах; а также в случае использования шканта как деревянного гвоздя[5], забиваемого в предварительно просверленное отверстие уже отпозиционированных деталей.
- Дю́бель — из технических переводов с немецкого (нем. Holzdübel) и английского (англ. dowel).